# Cestiova pyramida

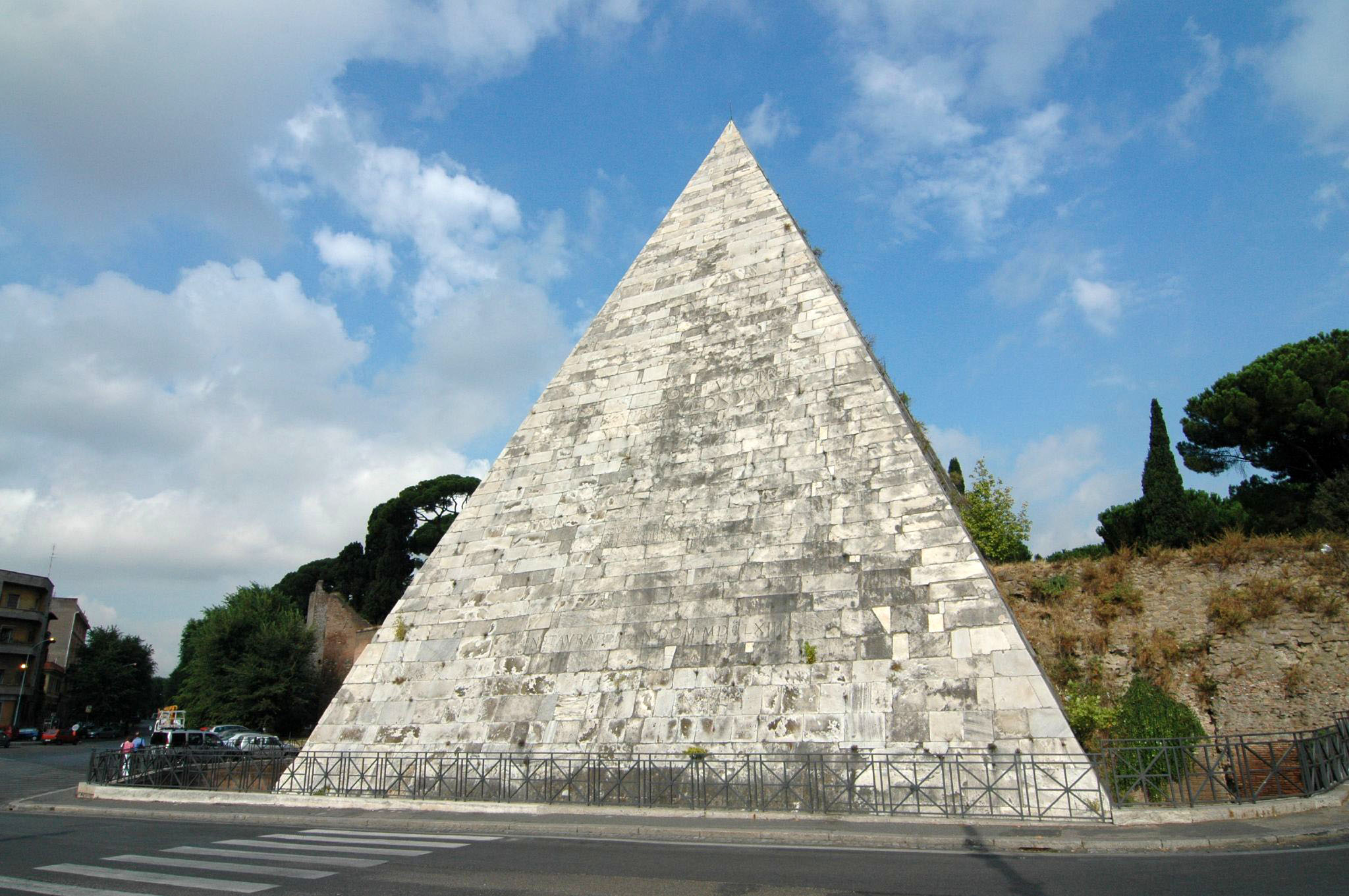
Cestiova pyramida

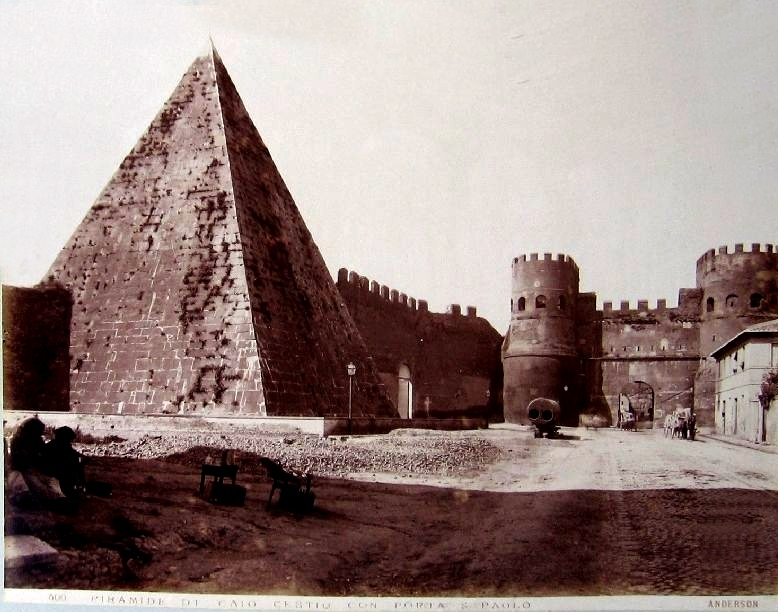
James Anderson: Cestiova pyramida

Cestiova pyramida je pyramida, která se nachází v Římě, v rione Testaccio. Nechal si ji v roce 12 př. n. l. jako náhrobek postavit Gaius Cestius Epulo. Základnu tvoří čtverec se stranou 29,5 m, vysoká je 36,4 m. Postavena byla z betonu a obložena mramorovými deskami.

## Nápisy
Na náhrobku jsou následující nápisy:
Na západní a východní straně nahoře:
C(aius) CESTIUS L(ucii) F(ilius) POB(lilia) EPULO PR(aetor) TR(ibunus) PL(ebis) VII VIR EPULONUM
Caius Cestius, syn Luciův, z (Tribus) Pobilia, Epulo, prétor, lidový tribun, člen Septemviri Epulonum
Na východní straně je ještě doplňkový menší nápis:
OPUS APSOLUTUM EX TESTAMENTO DIEBUS CCCXXX ARBITRATU PONTI P(ublii) F(ilii) CLA(audia) MELAE HEREDIS ET POTHI L(iberti)
Tato stavba (byla) postavena na základě závěti za 330 dní pod vedením Pontia Mela, syna Publia, z (daru) Claudia, dědice, s propuštěným Pothisem.
Na západní a východní straně dole:
INSTAURATUM AN(no) DOM(ini) MDCLXIII
Opraveno v roce Páně 1663.
Před pyramidou stály čtyři sloupy, z kterých nyní stojí pouze dva. Nesly pravděpodobně bronzové sochy Cestia.

## Doprava
Poblíže pyramidy se nachází stejnojmenná stanice metra linky B Piramide.